# Lucia Stafford
Lucia Stafford (* 17. August 1998 in London) ist eine kanadische Leichtathletin, die sich auf den 1500-Meter-Lauf spezialisiert hat. Auch ihr Vater Jamie Stafford sowie ihre Schwester Gabriela DeBues-Stafford waren als Leichtathleten aktiv.

## Sportliche Laufbahn
Erste internationale Erfahrungen sammelte Lucia Stafford 2016 bei den U20-Weltmeisterschaften in Bydgoszcz, bei denen sie mit 4:22,38 min in der ersten Runde ausschied. Im Jahr darauf siegte sie bei den Panamerikanischen Juniorenmeisterschaften in Trujillo in 4:21,70 min. 2019 nahm sie an der Sommer-Universiade in Neapel teil und wurde dort in 4:12,70 min Fünfte über 1500 Meter, wie auch in 3:34,62 min mit der kanadischen 4-mal-400-Meter-Staffel. 2021 qualifizierte sie sich über die Weltrangliste für die Olympischen Sommerspiele in Tokio und gelangte dort bis ins Halbfinale und schied dort mit neuer Bestleistung 4:02,12 min aus. Im Jahr darauf startete sie bei den Hallenweltmeisterschaften in Belgrad und klassierte sich dort mit 4:06,41 min auf dem achten Platz. Im Juli schied sie bei den Weltmeisterschaften in Eugene mit 4:09,67 min im Vorlauf aus und anschließend erreichte sie bei den Commonwealth Games in Birmingham mit 4:13,83 min Rang elf. 2023 kam sie bei den Weltmeisterschaften in Budapest mit 4:05,21 min nicht über die erste Runde hinaus und im Jahr darauf gelangte sie bei den Hallenweltmeisterschaften in Glasgow mit 4:08,90 min auf Rang elf. Im August schied sie bei den Olympischen Sommerspielen in Paris mit 4:04,26 min in der Hoffnungsrunde über 1500 Meter aus.
2025 schied sie bei den Hallenweltmeisterschaften in Nanjing mit 4:13,45 min in der Vorrunde über 1500 Meter aus.
In den Jahren von 2022 bis 2024 wurde Stafford kanadische Meisterin im 1500-Meter-Lauf.

## Persönliche Bestleistungen
- 800 Meter: 2:00,47 min, 14. Juli 2023 in Langley
  - 800 Meter (Halle): 2:00,88 min, 21. Februar 2025 in Boston
- 1000 Meter: 2:38,73 min, 2. August 2020 in Toronto
  - 1000 Meter (Halle): 2:33,75 min, 28. Januar 2023 in Boston (Nordamerikarekord)
- 1500 Meter: 4:02,03 min, 27. Mai 2023 in Los Angeles
  - 1500 Meter (Halle): 4:03,77 min, 15. Februar 2025 in Boston
  - Meile (Halle): 4:21,74 min, 15. Februar 2025 in Boston
- 2000 Meter: 5:31,18 min, 12. Juli 2024 in Monaco (kanadischer Rekord)